# Tzschirnerplatz

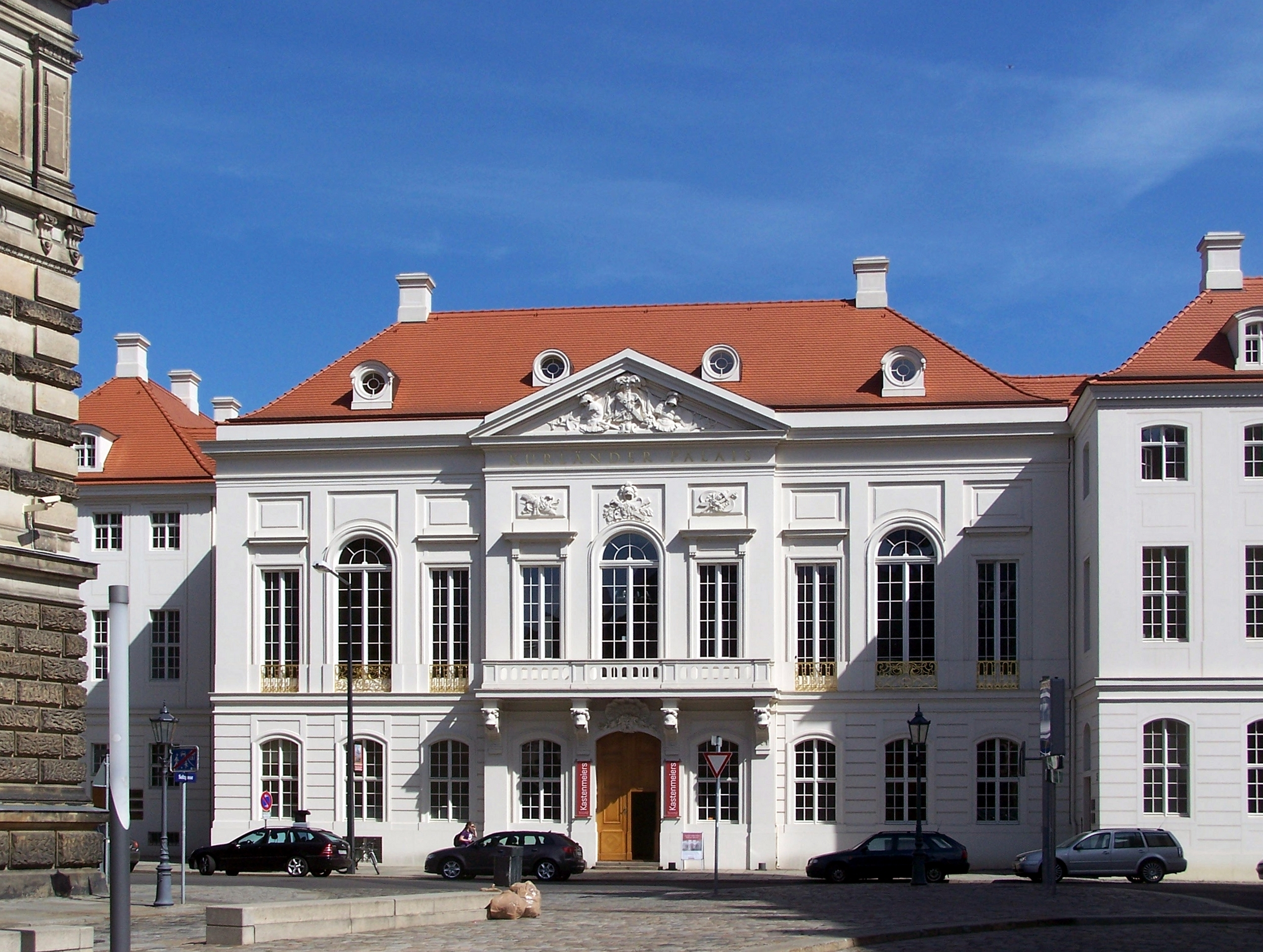
Wiederaufgebautes Kurländer Palais, 2011.

Der Tzschirnerplatz ist ein Platz in Dresden. Er liegt im Nordosten der Inneren Altstadt im Stadtzentrum der sächsischen Landeshauptstadt.

## Lage

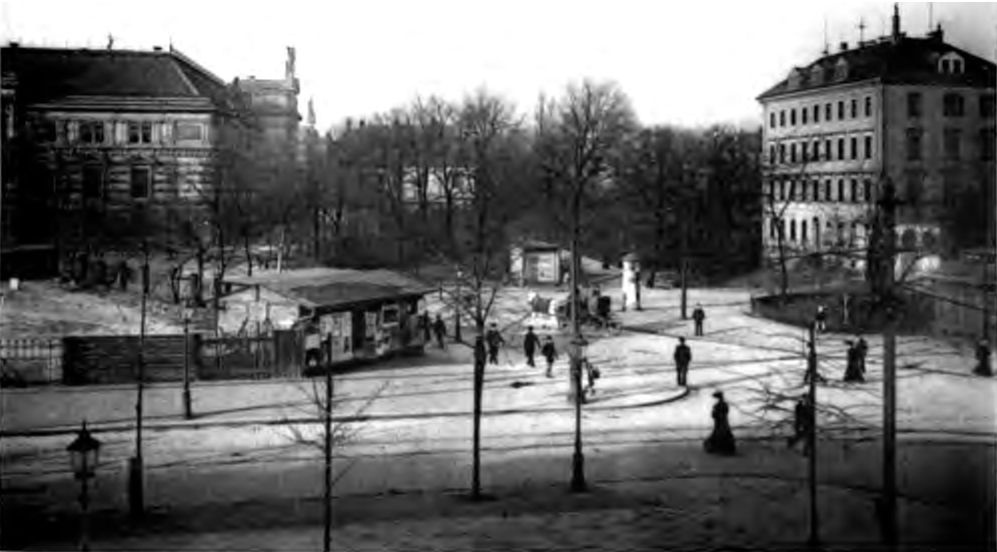
Blick über den Tzschirnerplatz auf das Albertinum, um 1900.

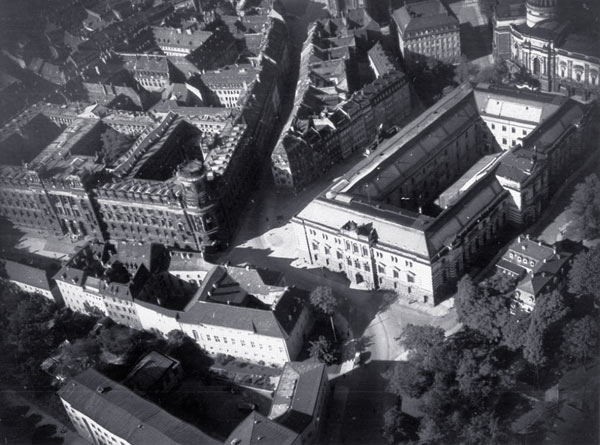
Zeughausplatz (Tzschirnerplatz, Bildmitte), um 1935.

Der Platz liegt in der Gemarkung Altstadt I im historischen Stadtkern und gehört somit zum statistischen Stadtteil Innere Altstadt im Stadtbezirk Altstadt. Er erstreckt sich länglich von der Einmündung der Akademiestraße und der Straße Brühlscher Garten im Nordosten bis zur Kreuzung von Schießgasse, Rampischer Straße und Salzgasse im Südwesten.

## Gestaltung
In den Jahren 2011 und 2012 wurde der Bodenbelag nach historischem Vorbild mit Großpflaster rekonstruiert. Zudem ließ die Stadt historische Kandelaber zur Beleuchtung aufstellen. Der Platz ist bis auf eine junge Silber-Linde an der Spitze zwischen Rampischer Straße und Salzgasse unbegrünt. Dabei handelt es sich um eine von der Evangelisch-Lutherischen Landeskirche Sachsens gestiftete und am 30. Oktober 2012 anlässlich des 495. Jahrestags der Reformation von Landesbischof Jochen Bohl gepflanzte Lutherlinde, die damit zu den Gedenkbäumen in Dresden gehört.

## Bebauung

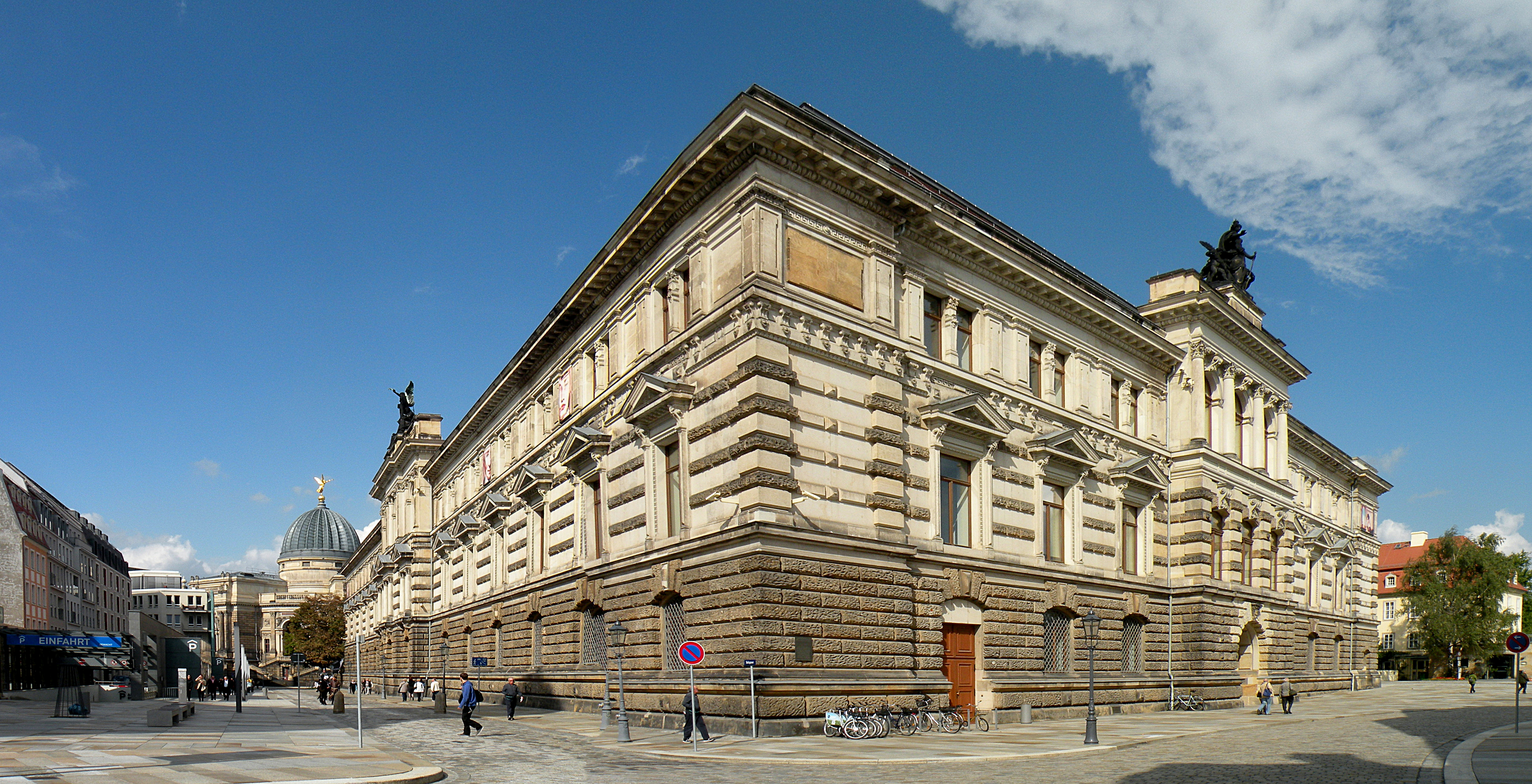
Südspitze des Albertinums am Tzschirnerplatz, 2012.

Zwei Gebäude fassen den Tzschirnerplatz ein: Das Albertinum (Tzschirnerplatz 2) auf der Nordwest- und das Kurländer Palais (Tzschirnerplatz 3–5) auf der Südostseite. Beide stehen unter Denkmalschutz (vgl. Liste der Kulturdenkmale in der Inneren Altstadt).
Das Albertinum geht auf einen Renaissancebau des 16. Jahrhunderts zurück, der nach Plänen von Adolph Canzler bis 1889 für die Dresdner Skulpturensammlung zum Museumsgebäude umgestaltet wurde. Das Bauwerk erhielt nach dem Umbau seinen Namen zu Ehren des damals regierenden Königs Albert von Sachsen und ist seit 1965 zudem Sitz der Galerie Neue Meister der Staatlichen Kunstsammlungen Dresden. Der Haupteingang des Albertinums liegt allerdings am Brühlschen Garten; am Tzschirnerplatz findet sich nur ein Seitenausgang.
Das Kurländer Palais wurde 1728/29 für August Christoph von Wackerbarth errichtet. Benannt ist es nach dem Herzog von Kurland, dem das Gebäude von 1773 bis 1796 gehörte. Nach einem Umbau in dieser Zeit galt es als schönstes und elegantestes Palais der Stadt. Später hatten in dem Palais unter anderem die Chirurgisch-Medicinische Akademie Dresden und der Jazzclub Tonne ihren Sitz. Bei den Luftangriffen auf Dresden 1945 schwer zerstört, galt es vor seinem Wiederaufbau (2006–2008) als letzte altstädtische Kriegsruine.
Weitere Gebäude in unmittelbarer Umgebung des Tzschirnerplatzes sind das Polizeipräsidium im Südwesten, die Hofgärtnerei im Norden und ein Flügel des Reichsbankgebäudes im äußersten Osten.

## Verkehr
Für den Autoverkehr spielt der Platz eine geringe Rolle. Über den Tzschirnerplatz führt die am Rathenauplatz beginnende östliche Zufahrt ins Neumarktgebiet. Die nächste Haltestelle der Straßenbahn Dresden liegt nur wenige Meter entfernt am Rathenauplatz.

## Geschichte

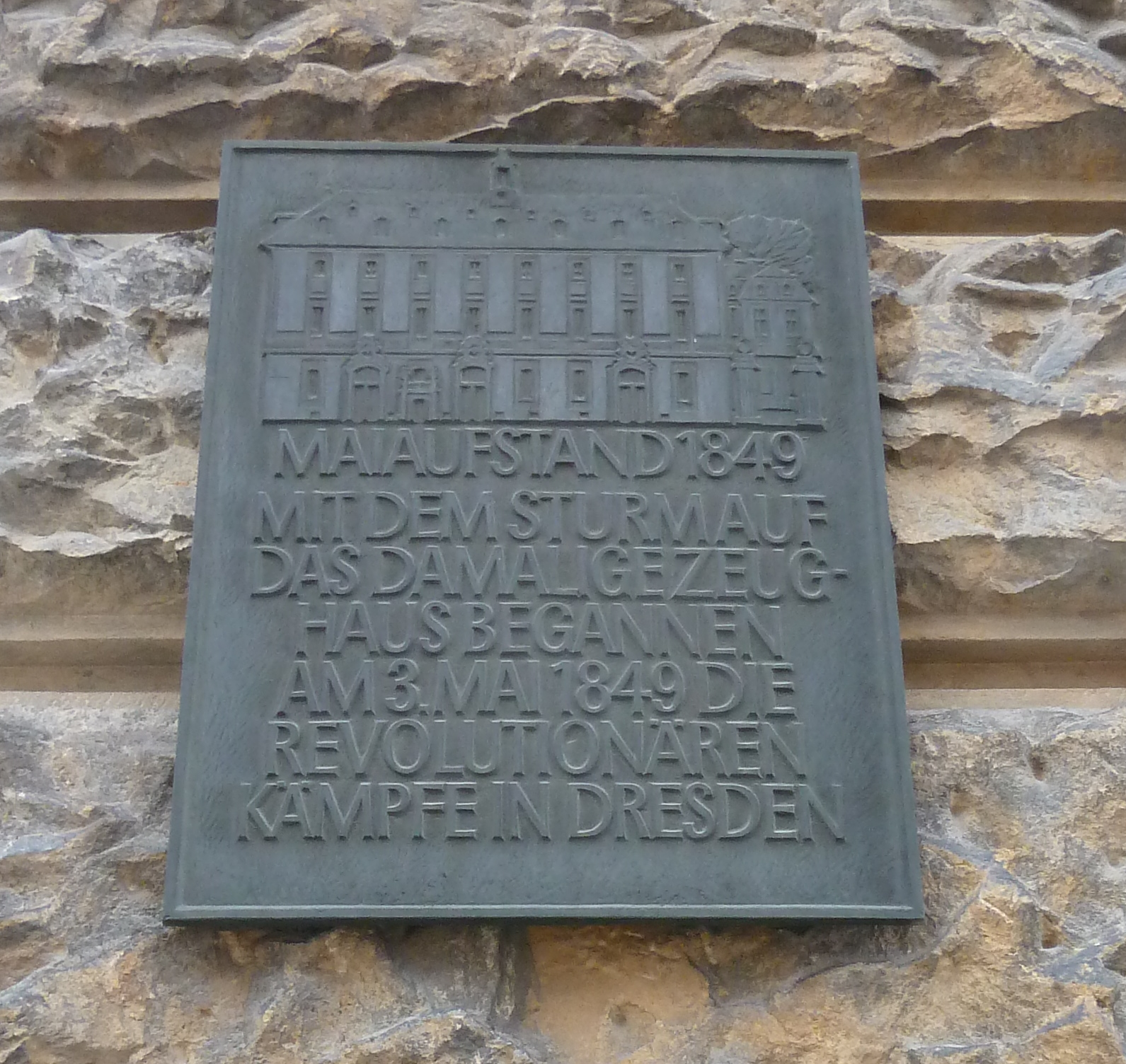
Auf der Südostseite des Albertinums am Tzschirnerplatz erinnert eine bronzene Gedenktafel an den Beginn des Dresdner Maiaufstands 1849.

Der zunächst namenlose Platz hieß ab 1840 Zeughausplatz nach dem Dresdner Zeughaus, dem Vorgängerbau des Albertinums. Neun Jahre später begann am 3. Mai 1849 der Dresdner Maiaufstand mit dem Sturm auf das Zeughaus, woran heute eine Gedenktafel am Tzschirnerplatz erinnert. Im Juli 1946 beschloss der Rat der Stadt, den an das Militär erinnernden Namen des Platzes zu tilgen und ihn in Tzschirnerplatz umzubenennen. Dies geschah im Andenken an Samuel Erdmann Tzschirner (1812–1870), Advokat und Mitglied der sächsischen provisorischen Regierung während der Ereignisse von 1849.